# Quint Volusi Saturní (cònsol any 56)
Quint Volusi Saturní (en llatí: Quintus Volusius Saturninus) va ser un magistrat romà del segle i. Era fill de Luci Volusi Saturní, cònsol sufecte l'any 3.
Va ser nomenat cònsol l'any 56 juntament amb Publi Corneli Escipió. El seu pare tenia com a mínim 62 anys quan va néixer, i la seva mare era una Cornèlia de la família dels Escipions. Va ser un dels tres comissionats que va fer el cens dels gals l'any 61, juntament amb Tit Sexti Africà i Marc Trebel·li Màxim.